# Bekentenissen

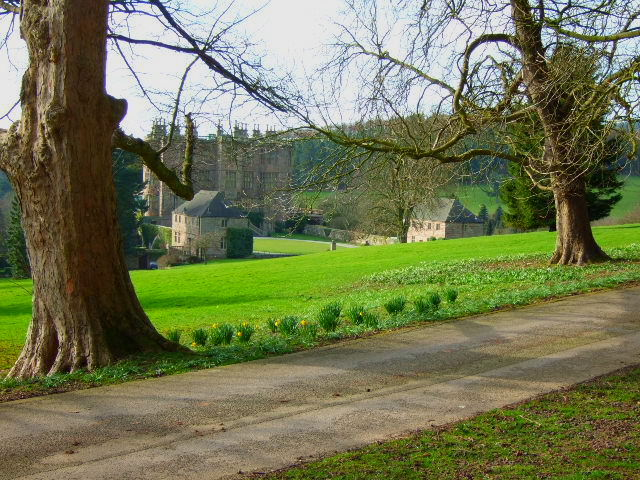
Wootton Lodge in Staffordshire. Wootton Hall, waar Rousseau woonde en werkte, is afgebroken

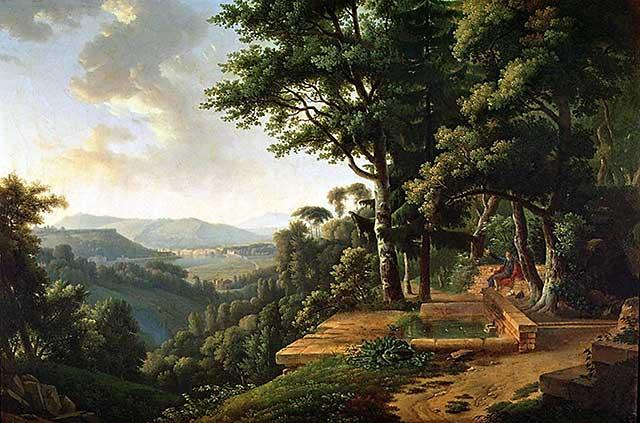
De peinzende Rousseau op een bankje in een park

Confessions of Bekentenissen is een autobiografie, geschreven door de Franse filosoof, auteur en componist Jean-Jacques Rousseau (1712-1778). Het werk bestaat uit twee keer zes delen. Het telt in totaal ongeveer zevenhonderd bladzijden en er komen zo'n zeshonderd personen in voor.
Het begint zo:

Ik ga iets ondernemen dat nooit eerder is gedaan en dat, als het eenmaal is uitgevoerd, niet zal worden nagevolgd. Ik wil aan mijn medemensen een mens laten zien zoals hij werkelijk is en die mens ben ik zelf.

## Voorgeschiedenis
Rousseau verliet het Pruisische vorstendom Neuchâtel nadat hij door de plaatselijke bevolking was uitgejouwd en bij hem de ramen waren ingegooid. Hij werd uitgenodigd door de Schotse Verlichtingsfilosoof David Hume, die tijdelijk in Parijs verbleef. Thérèse Levasseur kwam enkele weken later met James Boswell.
Rousseau schreef het eerste deel in Wootton Hall, gedurende zijn verblijf in het Engelse Staffordshire (1766-1767). Nadat hij een onappetijtelijke ruzie had gekregen met Hume vertrok Rousseau naar Frankrijk. In 1769 werkte hij aan het tweede deel in Maubec (Isère).
Terug in Parijs gaf Rousseau voordrachten uit zijn Bekentenissen, waarbij hij meedogenloos was. Madame Épinay was bezorgd over haar reputatie en diende bij de politie een aanklacht tegen hem in. Rousseau moest stoppen met zijn urenlange lezingen.

## Inhoud en stijl
In de Bekentenissen beschrijft Rousseau het grootste deel van zijn leven, vanaf zijn jeugd, zijn ervaring met een homoseksueel in Turijn, en waar hij probeerde vrouwelijke passanten in een steeg te verleiden tot billenkoek. Hij genoot van straf en schaamte. Dan volgen zijn ontmoeting met Madame de Warens in Annecy, zijn succesjaren in Parijs en Montmorency, zijn vlucht naar Môtiers en Engeland en de eerste jaren na zijn terugkeer naar Frankrijk tot en met de lezingen. De laatste twaalf jaar zijn niet beschreven.
Het is een voor die tijd zeer openhartig werk en zou tegenwoordig een egodocument of bekentenisliteratuur worden genoemd. Het bevat een zelfanalyse en heeft het karakter van een rechtvaardiging. Het laat zien hoe een jongen die 'nergens goed voor was' de auteur werd van het Vertoog over de ongelijkheid en Emile of over de opvoeding. Rousseau betoonde spijt over het afstaan van vijf kinderen aan een vondelingentehuis en noemt het 'noodlottig gedrag'.

## Reacties
“Geen ander contemporain boek geeft zo’n onthullend beeld van de innerlijke roerselen uit de eeuw van de Verlichting. Niemand, of het moest de door Rousseau zeer bewonderde Montaigne zijn, heeft zo onbeschroomd geschreven over zijn – ook seksuele – eigenaardigheden.”
"Rousseaus autobiografie is een uiting van megalomane bekentenisdrift,
hebben critici wel opgemerkt. De openingszin is
representatief voor wat volgt: een naar het oordeel van serieuze
onderzoekers hoogst onbetrouwbaar en bij tijd en wijle zelfs
leugenachtig verslag van het leven van een interesting madman,
zoals Rousseau wel is genoemd door een van zijn minnaressen.
Na het hooggestemde begin presenteert Rousseau een schaamteloze
opsomming van alles wat hij gedaan heeft en wat hem zo
duidelijk onderscheidt van zijn soortgenoten: masturbatie,
overspel, voyeurisme, sadomasochisme en het bezoek aan prostituees.
Express yourself, het geeft niet hoe, lijkt het parool te zijn."
Typisch voor Rousseau was dat hij zich altijd probeerde vrij te pleiten. Phillip Blom noemt het boek daarom even gevaarlijk als fascinerend. Leo Damrosch noemt het werk apologieën van zijn integriteit Rousseau schrijft zelf dat hij feiten wilde geven en zijn innerlijk wilde tonen.

## Publicatie
Rousseau stierf in 1778 in de plaats Ermenonville, even boven Parijs. Daar werkte hij nog aan de Overpeinzingen van een eenzame wandelaar, (1782). Het is een commentaar op zijn autobiografie en wordt ook wel beschouwd als het laatste deel van zijn Bekentenissen.
Het eerste deel werd in 1782 uitgebracht. Het tweede deel in 1789. Het betrof een clandestiene uitgave van de Confessions. Du Peyrou besloot de authentieke tekst te publiceren in samenwerking met Belle van Zuylen.
De Bekentenissen werd in 1790 uitgegeven door Pierre-Alexandre DuPeyrou en de schrijfster Belle van Zuylen. De eerste was een rijke Surinaamse plantage-eigenaar die al in 1765 afschriften van al zijn manuscripten en correspondentie had gekregen met de bepaling die eerst na zijn dood te publiceren. met wie Rousseau lange wandelingen maakte; zijn favoriete bezigheid.